# La Brillaz
La Brillaz est une commune suisse du canton de Fribourg, située dans le district de la Sarine.

## Histoire

### Formation
La commune de La Brillaz est née le 1er janvier 2001 de la fusion des trois anciennes communes de Lentigny, Lovens et Onnens.

### Lentigny
Le village de Lentigny (appelé Lintiniei au XIIe siècle puis Lintinie au XIIIe) et sa région alentour étaient déjà habités à l’époque celtique et à l’époque romaine. Des sépultures de l’époque de la Tène, des monnaies romaines et des tumuli ont été découverts dans la région. Des vestiges d’une route qui reliait Avenches à Romont construite par les romains furent aussi découverts. Au cours du premier millénaire, toute la région fut sous le joug de plusieurs empires qui se succédèrent au fil des siècles : les Romains jusqu’en 443, le premier royaume de Bourgogne jusqu’en 534, l’empire carolingien jusqu’en 843 puis finalement le deuxième royaume de Bourgogne de 888 à 1032.
Au début du XIe siècle, c’est le début de la féodalité dans toute l’Europe. Les seigneurs de Villar-Walbert ont pris possession d’une partie du territoire de Lentigny, mais l’ensemble du territoire de Lentigny est sous la dominance de la seigneurie de Montagny elle-même sous la souveraineté de la Savoie. Lentigny subit les phases et les conséquences de ce régime de 1254 à 1474.
Dans les années 1440, des conflits opposèrent la ville de Fribourg à Guillaume d’Avenches et ses partisans. Plusieurs d’entre eux s’étaient alors retirés sur les terres appartenant à la Savoie et certains s’établirent à Lentigny. Leurs têtes avaient été mises à prix par Fribourg qui paya des hommes pour aller les éliminer notamment à Lentigny.
La ville de Fribourg voulait aussi détruire tous les refuges de ses ennemis à la solde de la Savoie. Fribourg paya plusieurs espions pour incendier les villages de Lentigny, Villarimboud, Aleyres, Chandon, Ponthaux, Noréaz, Seedorf, Torny-Pittet, Middes et Corserey. En 1559, Lentigny fut à nouveau presque entièrement détruit par un incendie.
Lentigny en tant que propriété de la seigneurie de Montagny passa sous la domination de Fribourg après les guerres de Bourgogne en 1478. Lentigny fait alors partie du bailliage de Montagny jusqu’en 1798, puis de l’arrondissement de Montagny jusqu’en 1848. Dès cette année, Lentigny est définitivement rattaché au district de la Sarine nouvellement créé.

### Lovens
Lovens (appelé Louens au XIIe siècle puis Loveins au XIIIe) appartenait également aux seigneurs de Montagny et passa sous la domination fribourgeoise en 1478 en même temps que Lentigny. L’abbaye d'Hauterive y possédait des propriétés. Des familles portant le nom de Lovens sont mentionnées du XIIe et au XIVe siècle.

### Onnens
Comme les autres villages de la région, Onnens (appelé Unens au XIIe siècle puis Uneins au XIIIe) a été habité il y a plusieurs milliers d’années déjà. Une hache de l’âge du bronze et des pièces de monnaie de l’époque romaine y ont été découvertes. Les Romains ont occupé la région du plateau suisse de 50 av. J.-C. jusqu’à l’an 400.
Après l’époque romaine, les Burgondes, d’origine germanique, s’installent dans toute la région. Le premier Royaume de Bourgogne voit le jour en 443. Ce premier royaume ne durera même pas un siècle. En 534, les Francs puis plus tard Charlemagne s’emparent successivement de la région. Onnens fait donc partie de l’empire de Charlemagne.
En 843, cet empire est divisé en trois. Onnens fait partie alors partie de la Francie médiane, puis du royaume de Provence. Dès 888 et jusqu’en 1032, toute la région passe sous le joug du second Royaume de Bourgogne. En 1032, le deuxième royaume de Bourgogne passe au Saint-Empire romain germanique qui le convoitait. Dès cette date, toute la Suisse actuelle dépendra des empereurs allemands.
À cette époque, la féodalité s’est déjà développée et des seigneurs locaux ont reçu de leurs suzerains certaines terres de la région. C’est le cas d’Onnens au XIe siècle, dont la plus grande partie appartient d’abord à la famille de Villar-Walbert, puis par mariage aux seigneurs de Glâne.
En 1138, Guillaume de Glâne donne ses propriétés d’Onnens à l’abbaye d’Hauterive. Puis l’évêque de Lausanne, la famille d’Estavayer, l’évêque de Genève et d’autres particuliers qui y avaient des propriétés et des droits les cédèrent peu à peu à Hauterive.
L’abbaye d’Hauterive possède dès le XIIIe siècle, la plus grande partie du territoire, l’église, la juridiction et la dîme d’Onnens. Dès cette date, Onnens sera pour le couvent d’Hauterive et tout au long des siècles qui suivirent un centre agricole prospère.
En 1442, la ville de Fribourg étend son autorité sur les vingt-trois paroisses qui l’entourent, dont Onnens. Ces paroisses seront longtemps appelées les Anciennes Terres. L’appartenance aux Anciennes Terres ne change rien aux droits d’Hauterive sur Onnens. Cette appartenance durera jusqu’en 1798, puis Onnens fera partie du district de Fribourg et dès 1848, du district de la Sarine.

### La Brillaz
Le 9 février 2020, La commune d'Autigny accepte à 81,2 % de fusionner avec la commune de La Brillaz. Cependant la fusion ne se fera pas car les habitants de La Brillaz ont rejeté l'opération par 56,2 % .

## Géographie
Les trois villages de La Brillaz s’inscrivent sur un axe sud-ouest/nord-est d’environ 6 km, Lentigny se trouvant un peu plus au sud par rapport aux deux autres villages. Lovens se trouve au sommet d’une colline et surplombe les autres villages de la région. Le panorama offert sur 360° fait défiler le Jura avec à ses pieds le lac de Neuchâtel, la plaine de la Broye et de l’autre côté les Préalpes avec au premier plan le Gibloux et derrière les Alpes.
Selon l'Office fédéral de la statistique, La Brillaz mesure 1 029 ha. 8,5 % de cette superficie correspond à des surfaces d'habitat ou d'infrastructure, 71,2 % à des surfaces agricoles, 19,2 % à des surfaces boisées et 1,2 % à des surfaces improductives.
La Brillaz est limitrophe de Prez, Avry, Neyruz, Cottens, Autigny, Chénens, Villaz et Torny.

## Démographie
Selon l'Office fédéral de la statistique, La Brillaz compte 2 118 habitants en 2022. Sa densité de population atteint 206 hab./km2.
Le graphique suivant résume l'évolution de la population de La Brillaz entre 1850 et 2008 :

## Accès
La commune se trouve un peu à l’écart des deux principaux axes routiers de la région : l’axe Fribourg-Payerne et l’axe Fribourg-Romont. L’autoroute se trouve à environ 5 minutes par l’entrée de Matran ; la ville de Fribourg est à 15 minutes, tout comme Payerne alors que Romont, chef-lieu du district de la Glâne est à environ 20 minutes.